# Franciszek Polniaszek
Franciszek Polniaszek (Tłuste, 13 ottobre 1891 – Charkiv, primavera 1940) è stato un militare polacco, già distintosi come ufficiale nel corso della prima guerra mondiale, e poi nella guerra sovietico-polacca. Insignito della Croce d'argento dell'Ordine Virtuti militari.

## Biografia
Nacque a Tłuste, nel distretto di Zaleszczyki dell'allora Regno di Galizia e Lodomiria, figlio di Jan e Tekla Maślanki. Membro delle organizzazioni scout segrete e dell'associazione fucilieri "Związek Strzelecki". Diplomato alla scuola media a Zališčyky (1904) e al Ginnasio di Bučač (1912), studiò successivamente presso la Facoltà di giurisprudenza dell'Università dell'Università Jan Kazimierz di Leopoli e anche alla locale Accademia di Commercio. Si diplomò alla scuola per soldati e sottufficiali e nel 1913 completò il corso per ufficiali per le squadre di fucilieri da campo a Nowy Sącz.
Il 6 agosto 1914, dopo lo scoppio della prima guerra mondiale, entrò in servizio nella 1ª Compagnia Quadri come assistente del comandante della compagnia. Poco dopo aver marciato su Kadrówka, si trasferì alla cavalleria. Il 2 settembre 1914 ottenne il grado di sottotenente. Dalla battaglia di Kostiuchnówka fino alla crisi del giuramento fu assegnato al 5° Reggimento fanteria delle Legioni polacche. Durante il servizio nelle Legioni fu promosso al grado di chorąży (2 luglio 1915) e di podporučik (1 novembre 1916). Nel luglio 1917, dopo la crisi del giuramento, fu arruolato nell'Imperiale e regio esercito austro-ungarico e inviato sul fronte italiano.
Nel luglio 1919 fu accettato come capitano nell'esercito polacco e assegnato al 5 ° Reggimento fanteria delle Legioni. Il 19 agosto 1920 gli fu confermato il grado di capitano, e il 1 aprile 1920 assegnato nella fanteria, nel gruppo degli ufficiali delle ex legioni polacche. A quel tempo prestò servizio nel battaglione di riserva del 5° Reggimento fanteria.
Organizzò un battaglione di fanteria volontario e, su sua richiesta, fu inviato sul fronte bolscevico. Comandava un battaglione del 213º Reggimento fanteria.
Dopo la guerra, nel 1921, conseguì il dottorato in giurisprudenza presso l'Università Jagellonica di Cracovia. Il 3 maggio 1922 fu promosso al grado di maggiore con anzianità dal 1 giugno 1919. Il 10 luglio di quell'anno fu approvato come comandante di battaglione nel 5º Reggimento fanteria. Nel 1923 prestò servizio nel 5º Reggimento fanteria come comandante del battaglione di riserva. Il 1º novembre 1924 fu assegnato all'Accademia militare di Varsavia come allievo del Corso normale.
L'11 ottobre 1926, terminato il corso e conseguito il diploma di ufficiale di stato maggiore, fu assegnato al V Reparto dello Stato Maggiore Generale.  Il 12 aprile 1927 fu promosso tenente colonnello con anzianità dal 1° gennaio 1927 Nel giugno dello stesso anno fu assegnato, dall'Ufficio del personale del Ministero degli affari militari di Varsavia, come comandante alla Scuola ufficiali e sottufficiali di Bydgoszcz..  Il 23 dicembre 1927 venne trasferito nei quadri degli ufficiali di fanteria, mantenendo l'attuale incarico di comandante della scuola.  Su sua iniziativa fu allestita prima una sala commemorativa e poi si iniziò una vera e propria collezione museale. È venne anche istituito un apposito Consiglio del Museo. Il 6 maggio 1928 in occasione delle vacanze scolastiche si riunirono gli ospiti, tra cui l'Ispettore generale dell'esercito Edward Rydz-Śmigły e il vescovo Władysław Bandurski, che firmarono l'apposito decreto e inaugurarono il museo. 
Sempre in quell'anno entrò in contrasto con il comandante della 15ª Divisione fanteria, generale di brigata Wiktor Thommée, perché lui presentò un esposto contro il comandante della divisione al generale Kazimierz Fabrycy. Secondo lui la promessa di consegnare l'edificio di nuova costruzione a scopo abitativo agli studenti della Scuola ufficiali e sottufficiali non era stata mantenuta. Il 16 agosto 1930 inviò una denuncia ufficiale contro il suo superiore al comandante del distretto di corpo n. VIII lamentandosi apertamente del comportamento di Thommée. Nella disputa tra il generale e il tenente colonnello, quest'ultimo sapeva di avere poche possibilità nel 1930 presentò personalmente la richiesta di trasferimento.
Il 20 agosto 1931 fu trasferito come comandante al 54° Reggimento fanteria "Fucilieri di frontiera" a Tarnopol.  Nel marzo 1933 divenne vicepresidente del comitato per la costruzione del monumento al maresciallo Józef Piłsudski. Nel 1937 fu trasferito alla posizione di capo del 6° ufficio distrettuale di PE e PW a Leopoli. Fu nominato colonnello con anzianità il 1° gennaio 1936. Dal 1937 unì i compiti di capo dell'ufficio distrettuale della WFiPW con la funzione di comandante della Brigata di difesa nazionale di Leopoli. Nel settembre 1939 difese l'aeroporto di Skniłów, e dopo l'aggressione dell'Unione Sovietica contro la Polonia, fu preso prigioniero di guerra il 22 settembre e trasportato nel campo di Starobielsk. Nell'aprile del 1940 fu assassinato a Charkiv dal Commissariato del popolo per gli affari interni (NKVD) e sepolto a Piatichatki,  dove dal 17 giugno 2000 si trova il Cimitero ufficiale delle vittime del totalitarismo (wykaz, poz. 2716).
Con l'ordinanza n. 112-48-07 del presidente della Repubblica di Polonia, Lech Kaczyński, del 5 ottobre 2007, è stato promosso postumo al grado di generale di brigata. La promozione è stata annunciata il 9 novembre 2007 a Varsavia, durante la cerimonia "Katyń Ricordiamo - Celebriamo la memoria degli eroi".
Franciszek Polniaszek era sposato con Aurelia Rudzińska, dalla quale ebbe un figlio e una figlia.

### Annotazioni
1. ↑  Anche il comandante dell'16 Reggimento lancieri "della Grande Polonia", tenente colonnello Tadeusz Byliński, entrò in contrasto con Thommée e fu successivamente trasferito.

### Fonti
1. 1 2  Policja.
2. 1 2  Katedrapolowa.
3. 1 2 3 4 5  Bydgoszcz Wyborcza.
4. 1 2  Tucholski 2003, p. 427.
5. ↑  Lista starszeństwa 1917, p. 20.
6. ↑  Dz. Pers. MSWojsk., Nr 32 z 25 sierpnia 1920 roku, p. 783.
7. ↑  Lista starszeństwa 1917, p. 32.
8. ↑  Rocznik Oficerski 1923, p. 137.
9. ↑  Rocznik Oficerski 1923, p. 402.
10. ↑  Dz. Pers. MSWojsk., Nr 112 z 23 października 1924 roku, p. 626.
11. ↑  Rocznik Oficerski 1923, p. 133.
12. ↑  Rocznik Oficerski 1923, p. 346.
13. ↑  Rocznik Oficerski 1923, p. 1364.
14. ↑  Dz. Pers. MSWojsk., Nr 42 z 11 października 1926 roku, p. 341.
15. ↑  Dz. Pers. MSWojsk., Nr 13 z 20 kwietnia 1927 roku, p. 117.
16. ↑  Dz. Pers. MSWojsk., Nr 16 z 11 czerwca 1927 roku, p. 16
17. ↑  Dz. Pers. MSWojsk., Nr 28 z 23 grudnia 1927 roku. Dodatek Nr 1, p. 2.
18. ↑  Rocznik Oficerski 1928, p. 117.
19. ↑  Rocznik Oficerski 1928, p. 166.
20. ↑  Dz. Pers. MSWojsk., Nr 5 z 3 sierpnia 1931 roku, p. 233.
21. ↑  Rocznik Oficerski 1932, p. 20.
22. ↑  Rocznik Oficerski 1932, p. 582.
23. ↑  (PL) Tarnopol buduje wielki pomnik Marszałka Piłsudskiego, in Gazeta Lwowska, n. 84, 26 marca 1933,  p. 7.
24. ↑  Rybka, Stepan 2006, p. 9.
25. ↑  Tucholski 2003, p. LXXIV.
26. ↑  Banaszek, Roman, Sawicki 2000, p. 229.